# On Stage (엘비스 프레슬리의 음반)
| 전문가 평가                      | 전문가 평가 |
| 평가 점수                        | 평가 점수   |
| 출처                             | 점수        |
| -------------------------------- | ----------- |
| 올뮤직                           | [ 1 ]       |
| en:MusicHound                    | [ 2 ]       |
| en:The Rolling Stone Album Guide | [ 3 ]       |
| 러그 가이드                      | [ 4 ]       |

《On Stage》는 미국 가수 엘비스 프레슬리의 라이브 앨범으로, 1970년 6월 RCA 레코드 LSP-4362를 통해 발매되었다. 대부분은 1970년 2월 17일과 19일에 라스베이거스 인터내셔널 호텔에서 녹음되었다. 이 음반은 빌보드 200과 미국 음악 차트 두 곳에서 13위를 차지했다. 미국 음반 산업 협회에 의해 1971년 2월 23일 골드 인증을 받았고 1999년 6월 15일에는 플래티넘 인증을 받았다.

## 곡 목록

### 오리지널 릴리스
사이드 1
1. "See See Rider" - Traditional - 1970년 2월 17일 - 3:08
2. "Release Me" - Eddie Miller, Dub Williams, Robert Yount - 1970년 2월 18일 - 3:11
3. "Sweet Caroline" - Neil Diamond - 1970년 2월 18일 - 2:43
4. "Runaway" - Del Shannon, Max Crook - 1969년 8월 22일 - 2:47
5. "The Wonder of You" - Baker Knight - 1970년 2월 19일 - 2:38

사이드 2
1. "Polk Salad Annie" - Tony Joe White - 1970년 2월 19일 - 5:33
2. "Yesterday" - Paul McCartney and John Lennon - 1969년 8월 25일 - 2:27
3. "Proud Mary" - John Fogerty - 1970년 2월 17일 - 2:47
4. "Walk A Mile In My Shoes" - Joe South - 1970년 2월 18일 - 2:59
5. "Let It Be Me" - Gilbert Bécaud, Mann Curtis, Pierre Delanoë - 1970년 2월 17일 - 3:39